# 国際連合安全保障理事会決議1504
国際連合安全保障理事会決議1504（こくさいれんごうあんぜんほしょうりじかいけつぎ1504 英: United Nations Security Council Resolution 1504）は、2003年9月4日に国際連合安全保障理事会において全会一致で採択された決議。2003年8月28日に採択された決議1503を再確認した上で、国際連合安全保障理事会はスイスのカルラ・デル・ポンテを旧ユーゴスラビア国際戦犯法廷（英: International Criminal Tribunal for the former Yugoslavia）の検察官に任命した。
国際連合安全保障理事会はアナン国際連合事務総長のカルラ・デル・ポンテへの指名を歓迎した上で、2003年9月15日から4年間の任期とするカルラ・デル・ポンテの指名を承認した。